# James Oldroyd
James Gardner Oldroyd (né le 25 avril 1921 et mort à Liverpool le 22 novembre 1982,) est un mathématicien britannique spécialiste de la mécanique des fluides et plus particulièrement de la rhéologie des fluides non newtoniens. Sa principale contribution au calcul tensoriel est la dérivée convective d'Oldroyd. Il a, sur cette base, proposé une loi de comportement viscoélastique, le « modèle B ».

## Parcours académique
Oldroyd fréquenta d'abord la Grammar School de Bradford, puis fit ses études à Trinity College (Cambridge). Diplômé en pleine guerre, il fut affecté au Ministère de l'Alimentation. En 1946, il est recruté par le laboratoire de recherche de Courtaulds ; il épouse Marged Katryn Evans. En 1953, il est nommé professeur de mathématiques à l'Université de Swansea, où il prend en 1957 la direction du département de Mathématiques Appliquées. En 1965, il se voit offrir la chaire de mathématiques appliquées de l'Université de Liverpool, et, en 1973, il obtient la direction du Département de Physique théorique. Il meurt en fonction, laissant veuve sa femme Katryn, avec ses trois fils.

## Travaux
En 1950, il publie un article On the Formulation of Rheological Equations of State qui est depuis considéré comme « le plus important article de rhéologie théorique »  dans la  mesure où il énonce mathématiquement les conditions nécessaires que doivent respecter les lois de comportement. Ses travaux ont été couronnés de la médaille d'or de la British Society of Rheology, qui a consacré un bulletin spécial à l'occasion du 60e anniversaire de ce chercheur.